# Jens Immanuelsen
Jens Immanuelsen (født 1. juli 1960 i Kangersuatsiaq) er en grønlandsk politiker. Han var borgmester i Upernavik Kommune fra 1993 til 2008 for Atassut, medlem af Grønlands parlament, Inatsisartut, fra 2013 til 2018 for Siumut samt minister for fiskeri, fangst og landbrig fra 2019 til 2021.

## Familie og erhverv
Jens Immanuelsen er søn af Pele og Susanne Immanuelsen og er gift med Evnike Kleemann.
Efter at have forladt skolen arbejdede han først som lagermedhjælper for Den Kongelige Grønlandske Handel i Upernavik fra 1979. I 1988 blev han forfremmet til assistent. Fra 1992 var han seniorassistent hos KNI.

## Politisk karriere

### For Atassut
I 1991 stillede Jens Immanuelsen op som 2. stedfortræder for Niels Christensen på Atassuts liste ved landstingsvalget i 1991. I 1993 blev han valgt ind i kommunalbestyrelse i Upernavik Kommune. Ved dette valg var han den eneste kandidat i kommunen, der fik mere end 100 stemmer. Ved landstingsvalget i 1995 fik han flest stemmer af alle kandidater i Upernavikkredsen, men Niels Mattaaq (de) fra Siumut vandt kredsens kredsmandat. Efter kommunalvalget i 1997 blev han borgmester i Upernavik kommune. Ved dette valg var han også den kandidat, der fik flest stemmer i kommunen. Han kunne fortsætte som borgmester efter både kommunalvalget i 2001 og 2005. Efter ikke at have stillet op i 2002, stillede han op til landstingsvalget i 2005, men blev ikke valgt. Ved kommunalvalget i 2008 blev han kun 2. stedfortræder for Atassut i den nydannede Qaasuitsup Kommune og mistede sin borgmesterpost.

### For Siumut
Ved landstingsvalget i 2009 stillede han op for Siumut for første gang og blev 1. stedfortræder for partiet. Han var stedfortræder i Grønlands parlament ved flere lejligheder mellem 2009 og 2012. Han var blandt andet barselsvikar fot Doris Jakobsen i 2010. Jens Immanuelsen blev valgt direkte til parlamentet for første gang ved valget i 2013. Ved kommunalvalget samme år blev han valgt ind i kommunalbestyrelsen i Qaasuitsup Kommune. Han blev genvalgt til parlamentet i 2014. Ved kommunalvalget i 2017 blev han valgt ind i kommunalbestyrelsen for den nye Avannaata Kommune. Ved parlamentsvalget i 2018 fik han kun 99 stemmer og var langt fra blive genvalgt.
I april 2019 blev han imidlertid udnævnt til minister for fiskeri, fangst og landbrug i Regeringen Kielsen VI i stedet for Nikolaj Jeremiassen, som var trådt tilbage efter et mistillidsvotum. I februar 2020 erklærede formanden for fiskeriudvalget, Henrik Fleischer, at udvalget ikke længere havde tillid til ministeren. Han beskyldte Jens Immanuelsen for hemmelighedskræmmeri og en diktatorisk arbejdsstil. De øvrige medlemmer af Fiskeriudvalget kommenterede ikke sagen. Henrik Fleischer blev herefter frataget sit partimedlemskab i Siumut, men han blev benådet efter to dage og trak udtalelsen tilbage. I slutningen af maj 2020 meddelte fiskeriudvalget enstemmigt, at det ikke længere havde tillid til Jens Immanuelsen. Denne gang blev det sagt, at ministeren ikke ville samarbejde med udvalget, og at udvalget var blevet truet af ham.
Partii Naleraq stillede under den igangværende parlamentssamling et mistillidsvotum, som blev forkastet med 10 stemmer mod 8. Oppositionen stemte enstemmigt imod Jens Immanuelsen, mens Erik Jensen og Steen Lynge støttede ministeren på trods af, at de var medlemmer af fiskeriudvalget. Henrik Fleischer undlod at stemme.
Han stillede ikke op igen til hverken parlamentsvalget i 2021 eller det samtidig afholdte kommunalvalg.

## Hæder
Den 3. december 2007 modtog han fortjenstmedaljen Nersornaat i sølv for sit arbejde som borgmester.